# (31589) 1999 FX33
1999 FX33 (asteroide 31589) é um asteroide da cintura principal. Possui uma excentricidade de 0.10939390 e uma inclinação de 6.53665º.
Este asteroide foi descoberto no dia 19 de março de 1999 por LINEAR em Socorro.